# 終端眺望

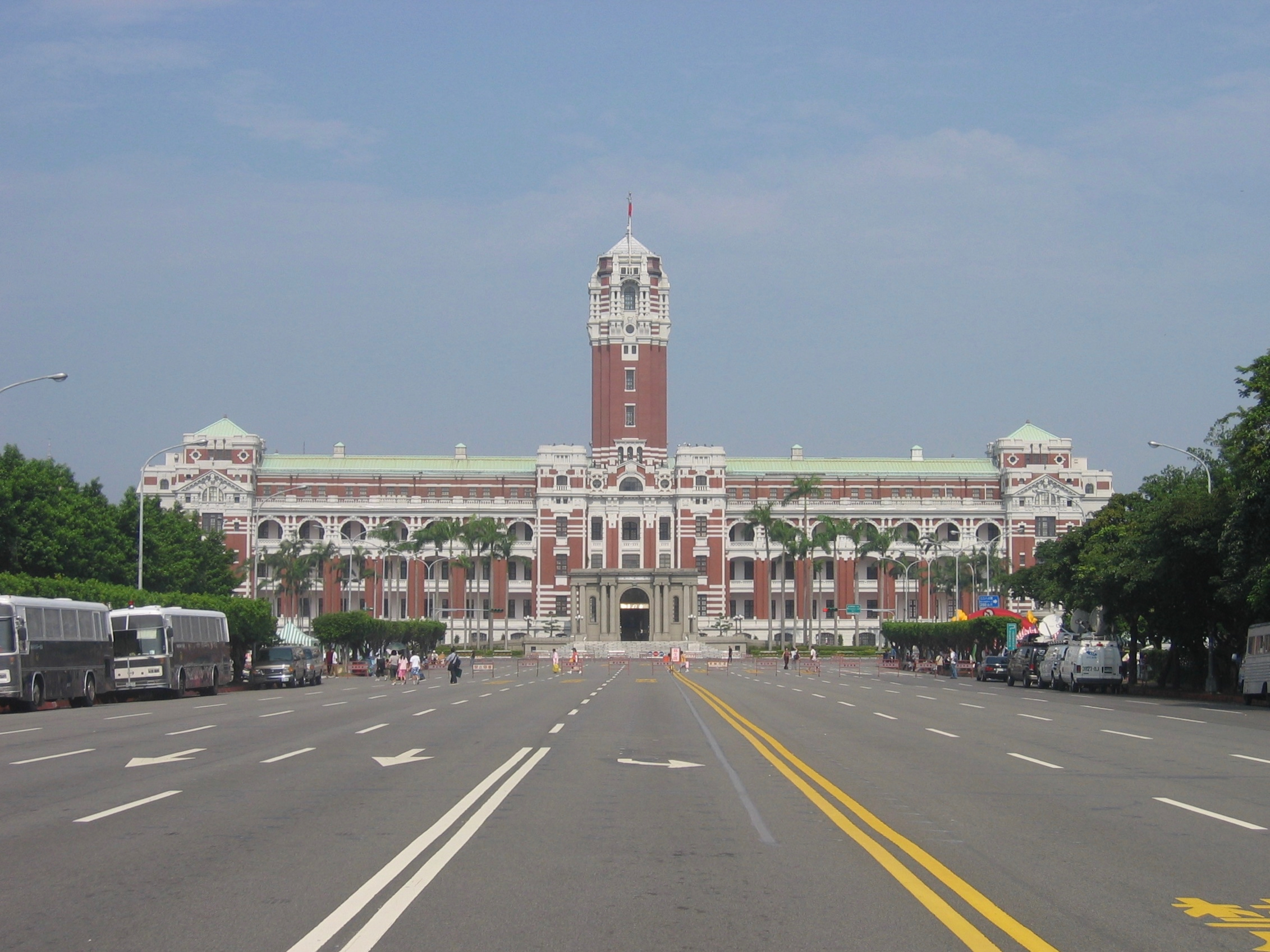
台湾台北市。総統府が凱達格蘭大道への終端眺望の役目を果たしている。

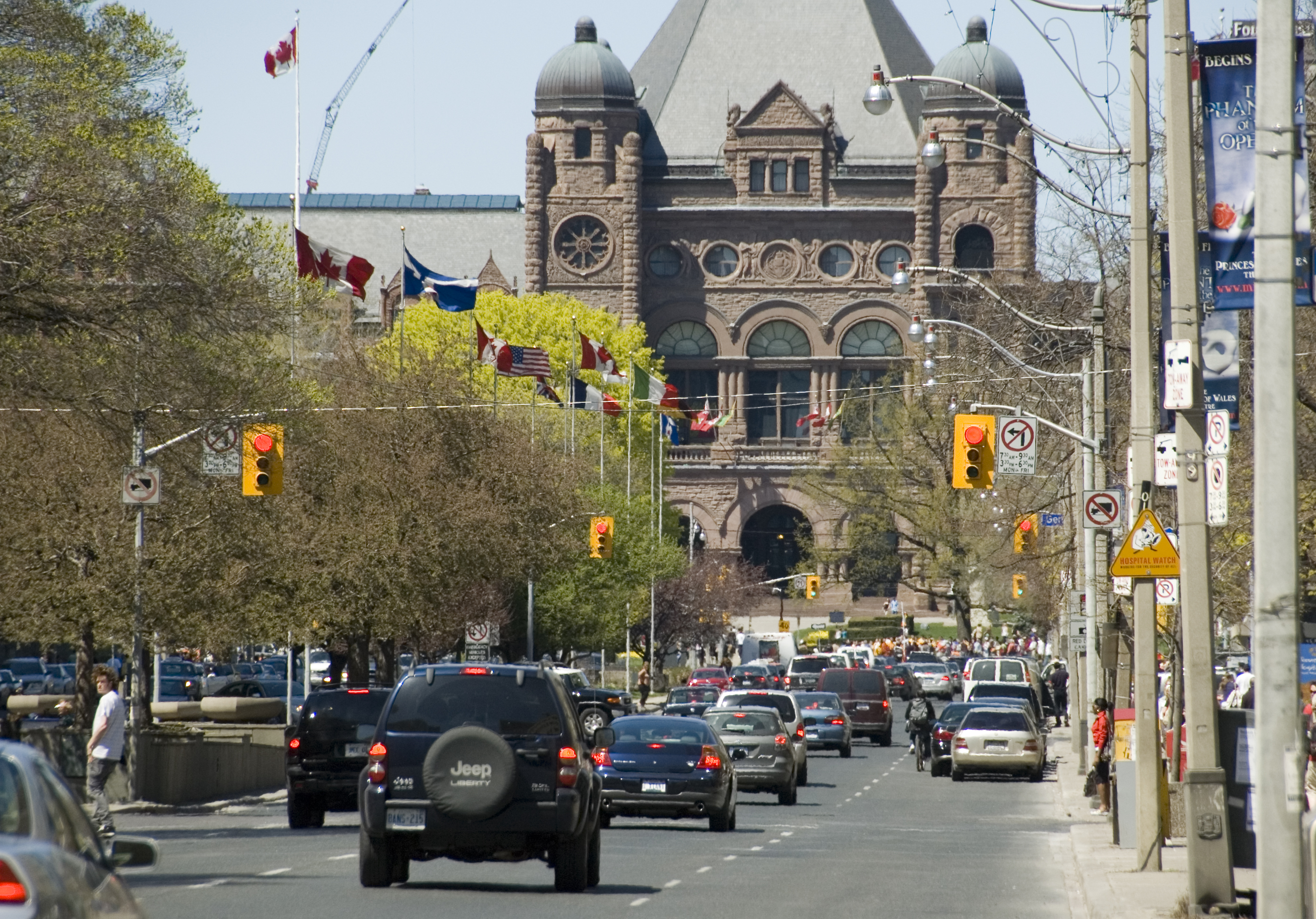
トロントの大学通りの終着点にあるオンタリオ州議会議事堂。

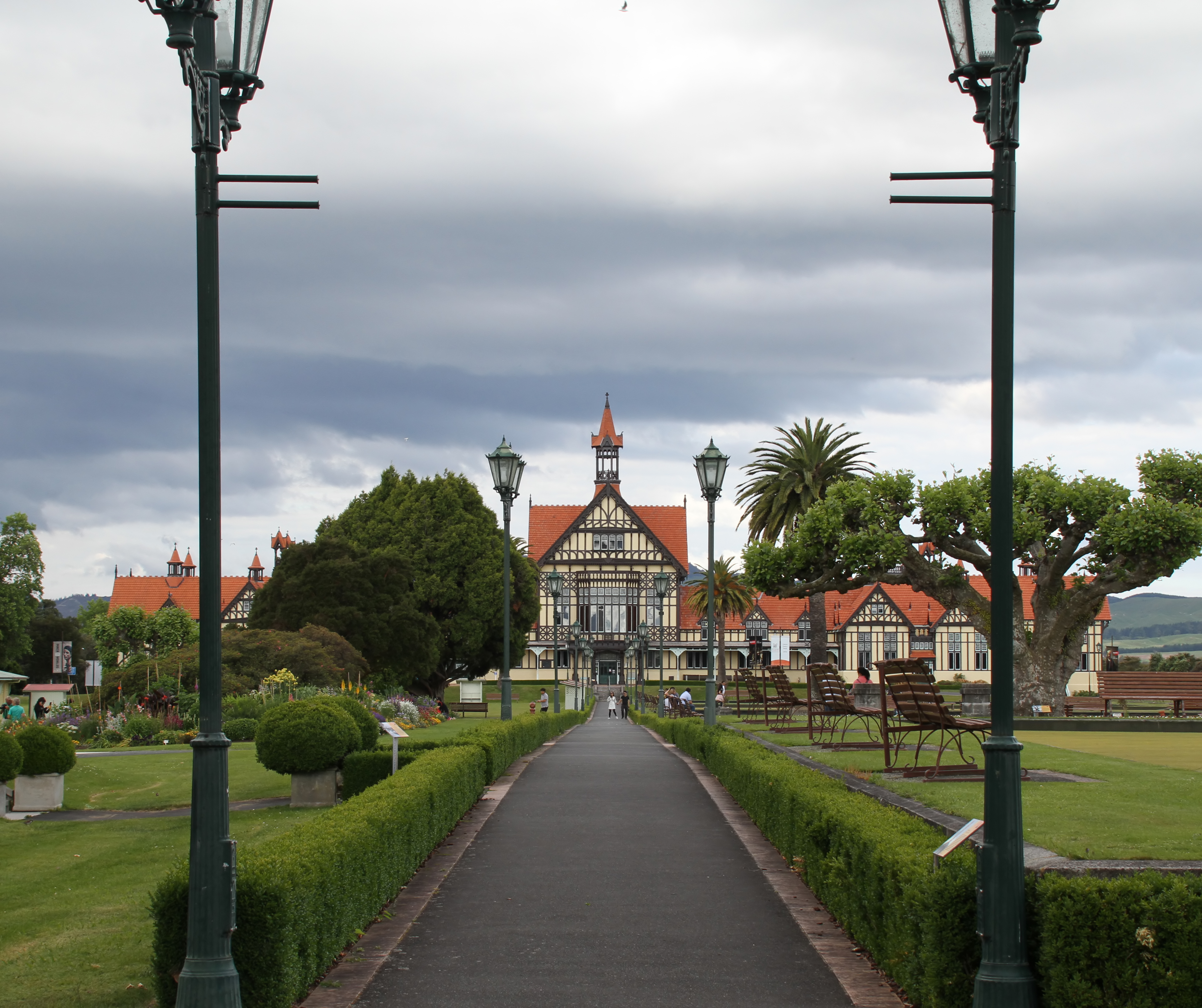
ニュージーランドのロトルアにあるガバメントガーデンズに通じる歩道の終端眺望にあるロトルア博物館。

アーバンデザインにおける終端眺望（しゅうたんちょうぼう、英語：Terminating vista）とは、街路の突き当たり、あるいは中心部に建つ建築物やモニュメントのことを指す。ひとつの建築物を通りから見上げた際に景色が終わってしまうかのようにするためでもある。

## 役割
終端眺望は都市の美的魅力に重要な筋道を与えるだけでなく、重要な建築物やモニュメントを強調するためであるとも見なされている。終端眺望に共通して言えることは官公庁、戦争記念施設、裁判所や他の重要建築物が含まれていることにある。通りの端に建つと建築物に壮麗さが加わるので、議事堂や宮殿がそのような場所に建っていることが多い。また、特に南西にある通りの終端眺望には歩行者専用の日傘が提供されている。
終端眺望の最も重大な欠点は交通をより複雑化させ、街区の単純なグリッド方式を妨げることにある。それらの欠点に適応させるためには、巨大な環状交差点や別の専門技術を採用する必要がある。従って、ニューヨーク市のようなグリッド方式がある都市には終端眺望が殆ど存在しない。ニューヨーク市の例外といえばメットライフ・ビルディングであり、このビルはパーク・アベニューの頂上に建っている。

## 終端眺望の実例
パリは凱旋門やオペラ座、もしくはパンテオンなどのモニュメントや建築物に囲まれた大通りが数多くあり、特に著名な終端眺望として知られている。同様の終端眺望としてはワシントンD.C.がよく知られており、ナショナル・モールやデラウェア州、ニュージャージー州、メリーランド州のペンシルベニア大通り（議事堂を二分するようにして周辺には歩行者専用道路が設けられている）に限らず、とりわけアメリカ合衆国議会議事堂はノース・キャピトル通りやサウス・キャピトル通り、イースト・キャピトル通りのいずれかの場所に終端眺望が備わっている。他の注目すべき終端眺望にはバッキンガム宮殿があり、コンシリアツィオーネ通りの終端にあるザ・マルとサン・ピエトロ広場に位置している。
別の実例としてブロード通りと市場通りの交差点にあるペン広場にあるフィラデルフィア市庁舎がある。2つの通りは都市の中核を成すグリッドの南北軸と東西軸を形成しており、巨大な煉瓦造りの建築物はペンシルベニア市のどの地域からでも眺めることがある。
トロントのベイ・ストリートではクイーン西通りの南区画の北端に旧トロント市庁舎の時計塔があるという珍しい状況に置かれている。それにもかかわらず、ベイ・ストリートは西に曲がる通り抜け道路となっており、旧市庁舎の西端に沿って北方向に曲がる前に45度の角度でクイーン西通りと交わっていて、ダベンポート幹線道路にも続いている。同じようなタイプとしては、トムソン・ビルディングとミュンヘン再保険センター超高層ビルがベイ・ストリートの高台の北側で眺めることができる。